# 2-羟基-1-萘甲酸
2-羟基-1-萘甲酸是一种有机化合物，化学式为C10H6(OH)(CO2H)，它可通过2-萘酚的科尔贝-施密特反应制得。它和碘甲烷在碳酸铯存在下于二甲基甲酰胺中反应，可以得到2-甲氧基-1-萘甲酸甲酯。它在甲苯中可以被红铝还原为1-甲基-2-萘酚。